# خطر زمین‌لرزه

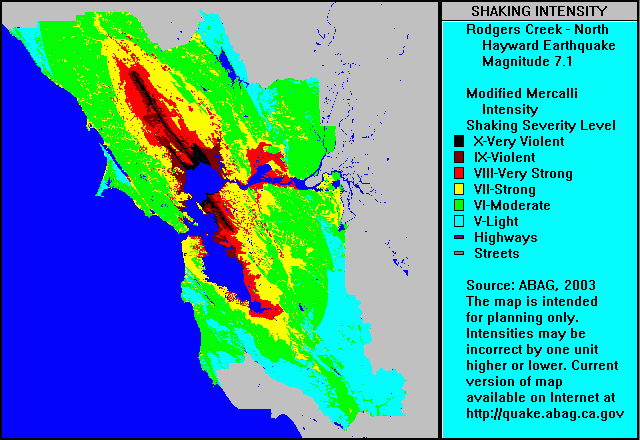
نقشه حرکت سطحی برای یک زمین‌لرزه فرضی در بخش شمالی منطقه گسل هایوارد و گسترش احتمالی در شمال آن، منطقه گسلی راجرز کریک

خطر زمین‌لرزه‌ (به انگلیسی: Seismic hazard)، احتمال وقوع زمین‌لرزه در یک منطقه جغرافیایی معین، در یک پنجره زمانی معین، و با شدت حرکت زمین بیش از یک آستانه معین است. با برآورد خطری که به این ترتیب برآورد می‌شود، می‌توان ریسک را در حوزه‌هایی مانند کدهای ساختمانی برای ساختمان‌های استاندارد، طراحی ساختمان‌ها و پروژه‌های زیربنایی بزرگ‌تر، برنامه‌ریزی کاربری زمین و تعیین نرخ‌های بیمه ارزیابی کرد. مطالعات خطر لرزه‌ای همچنین ممکن است دو معیار استاندارد جنبش زمین پیش‌بینی‌شده را ایجاد کند که هر دو به‌طور اختصاری MCE نامیده می‌شوند. بیشینه زلزله در نظر گرفته‌شده احتمالی ساده‌تر (یا رویداد)، که در قوانین ساختمانی استاندارد استفاده می‌شود، و بیشترین زلزله دقیق‌تر و قطعی‌تر که در طراحی ساختمان‌های بزرگ‌تر و زیرساخت‌های عمرانی مانند سدها یا پل‌ها گنجانده شده‌است. مهم است که روشن شود که کدام MCE مورد بحث است.

نقشه اوج شتاب زمین با احتمال ۲ درصد تجاوز در ۵۰ سال